# Wapen van Sloten (Noord-Holland)

Het wapen van Sloten

Het wapen van Sloten werd op 26 juni 1816 aan de gemeente Sloten toegekend. De gemeente werd in 1921 bij de gemeente Amsterdam gevoegd waardoor het wapen sindsdien niet langer in gebruik is.
Omdat er vier plaatsen binnen de gemeente lagen zijn voor die vier plaatsen symbolen opgenomen in dit wapen. De blazoenering voor het wapen luidt als volgt:
Zijnde een gevierendeeld schild, het eerste deel van sabel, beladen met een tourteau van lazuur, beladen met een vijfpuntige ster van goud; het tweede van keel met drie hangsloten malordonné van goud; het derde van keel met een geer van goud, komende uit de linkerzijde; het vierde van zilver met een linksgaanden roodbonten os, staande op een grond van sinopel.
Wat inhoudt dat het wapen in vier delen is gedeeld. Het eerste deel is zwart met daarop een blauwe munt, waarop een gouden vijfpuntige ster. Het tweede deel is rood van kleur met daarop drie gouden sloten, de sloten staan 1 en 2 (malordonné). In het derde deel, eveneens rood, een gouden driehoek komende uit de scheidingslijn van links (voor de kijker rechts). In het laatste deel een roodbonte koe die naar links, voor de kijker rechts, loopt. In de heraldiek is naar links lopen een teken van zwakte of angst.
De vier delen staan voor de volgende plaatsen:
1. Sloterdijk
2. Sloten
3. de Vrije Geer
4. Osdorp

## Afbeeldingen

Wapen van Sloten (17e eeuw)
Wapen van Sloterdijk (17e eeuw)